# Europawahl in Malta 2014
- PL: 3
- PN: 3

Die Europawahl in Malta 2014 fand am 24. Mai 2014 als Teil der EU-weiten Europawahl 2014 statt. Malta standen dabei seit dem Vertrag von Lissabon sechs der 751 Sitze im Europäischen Parlament zu. Parallel zur Europawahl fanden Kommunalwahlen statt.

## Wahlrecht
Die Wahl erfolgte nach dem Präferenzwahlsystem. Die Parteien präsentieren Kandidatenlisten, die Wähler geben ihre Stimmen für bestimmte Kandidaten ab, wobei sie jeweils eine erste und eine zweite Präferenz angeben können. Ganz Malta galt dabei als einheitlicher Wahlkreis.

## Ausgangslage

### Ergebnis 2009
Die Wahlbeteiligung war mit 78,8 % die höchste Wahlbeteiligung bei der Europawahl 2009 in einem Land ohne Wahlpflicht. Wahlsieger war die sozialdemokratische PL mit 54,8 % der abgegebenen Erstpräferenzstimmen und drei Sitzen, die konservative PN kam auf 40,5 % und zwei Sitze. Nach Inkrafttreten des Vertrags von Lissabon rückte ein weiterer Abgeordneter für die PL nach. Stärkste unter den kleinen Parteien war die grüne AD mit 2,4 %, die rechtsextreme IE erzielte 1,4 %.

### Wahlwerbende Parteien und Kandidaten
Folgende Parteien wurden zur Wahl zugelassen:
| Partei                   | Abk. | Kandidaten | Ausrichtung                    | Europapartei                       |
| ------------------------ | ---- | ---------- | ------------------------------ | ---------------------------------- |
| Partit Laburista         | PL   | 13         | sozialdemokratisch             | Sozialdemokratische Partei Europas |
| Partit Nazzjonalista     | PN   | 11         | konservativ-christdemokratisch | Europäische Volkspartei            |
| Alternattiva Demokratika | AD   | 2          | grün                           | Europäische Grüne Partei           |
| Imperium Europa          | IE   | 3          | rechtsextrem                   | –                                  |
| Alleanza Bidla           | AB   | 2          | EU-skeptisch                   | –                                  |
| Alleanza Liberali        | AL   | 1          | liberal                        |                                    |
| Ajkla                    |      | 1          | Spaßpartei                     |                                    |

## Ergebnis
Die Verteilung der Erstpräferenzen war ähnlich wie 2009. Die PL konnte die absolute Mehrheit der Erstpräferenzen auf sich ziehen, auf die PN entfielen 40,0 %. Bei der Auszählung der weiteren Präferenzen konnte sich die PN aber einen dritten Sitz sichern, wobei auf die PN-Kandidatin Cachia 206 Stimmen mehr entfielen als auf den PL-Kandidaten Camilleri Clint.
| Listen                       | Listen                        | Stimmen | %    | +/-  | Mandate | +/- |
| ---------------------------- | ----------------------------- | ------- | ---- | ---- | ------- | --- |
|                              | Partit Laburista (PL)         | 134.462 | 53,4 | ▼9,4 | 3       | ▼1  |
|                              | Partit Nazzjonalista (PN)     | 100.785 | 40,0 | ▲2,8 | 3       | ▲1  |
|                              | Alternattiva Demokratika (AD) | 7.418   | 2,9  | ▲0,6 | –       | ▬   |
|                              | Imperium Europa (IE)          | 6.761   | 2,7  | ▲1,2 | –       | ▬   |
|                              | Ajkla                         | 1.208   | 0,5  | ▲0,5 | –       | ▬   |
|                              | Alleanza Bidla (AB)           | 1.015   | 0,4  | Neu  | –       | Neu |
|                              | Alleanza Liberali (AL)        | 202     | 0,1  | ▬    | –       | ▬   |
| Gesamt                       | Gesamt                        | 251.851 | 100  |      | 6       | –   |
|                              |                               |         |      |      |         |     |
| Ungültige Stimmen            | Ungültige Stimmen             | 5.737   | 2,2  | –0,1 |         |     |
| Wähler                       | Wähler                        | 257.588 | 74,8 | –4,0 |         |     |
| Wahlberechtigte              | Wahlberechtigte               | 344.356 |      |      |         |     |
|                              |                               |         |      |      |         |     |
| Quelle: Electoral Commission |                               |         |      |      |         |     |

## Fraktionen im Europäischen Parlament
| Partei                         | Partei               | Mandate | Fraktion |
| ------------------------------ | -------------------- | ------- | -------- |
|                                | Partit Laburista     | 3 / 6   | S&D      |
|                                | Partit Nazzjonalista | 3 / 6   | EVP      |
|                                |                      |         |          |
| Quelle: Europäisches Parlament |                      |         |          |

## Gewählte Abgeordnete
Gewählt wurden (in der Reihenfolge der Auszählung):
1. Alfred Sant (PL)
2. Roberta Metsola (PN)
3. Miriam Dalli (PL)
4. David Casa (PN)
5. Marlene Mizzi (PL)
6. Therese Comodini Cachia (PN)